# لکمبا، نیوساوت ولز
لکمبا (به انگلیسی: Lakemba) یک حومه شهر در استرالیا است که در نیو ساوت ولز واقع شده‌است.